# Sürenkök
Sürenkök (kurd. Kori)  ist ein Dorf im Landkreis Diyadin der türkischen Provinz Ağrı mit 106 Einwohnern (Stand: Ende 2024). Es liegt auf 2.350 m über NN, ca. 20 km westlich der Kreishauptstadt und hatte 2009 insgesamt 351 Einwohner. Der Name Kori ist der ursprüngliche Name. Dieser ist als solcher auch im Grundbuch verzeichnet. Im Weiler Akçay befindet sich eine Grundschule.